# Charles Elmer Allen
Charles Elmer Allen, född 4 oktober 1872 i Horicon, Wisconsin, död 25 juni 1956, var en amerikansk botaniker.

## Biografi
Allen blev filosofie doktor 1904 och samma år assistent vid Carnegie Institute. 1907 blev han extraordinarie professor vid University of Wisconsin i Madison och ordinarie professor 1909, därtill var han 1918-26 huvudredaktör för American Journal of Botany. Allen behandlade i sin forskning cellväggarnas mellanlamell, kärndelningen i pollenmodercellerna hos Larix, kärndelning och kromosomreduktion i pollenmodercellerna hos Lilium, kromosomreduktion hos Coleochaete, spermatogenesen hos mossor, cytologien hos Sphaerocarpus med mera. Allen var den förste som påvisade könskromosomerna hos växter 1917. Tillsammans med G. M. Smith och andra utgav han A textbook of general botany (1924, 4:e upplagan 1942).